# 金莲花
金莲花（学名：Trollius chinensis）属毛茛科金莲花属的一种植物。

## 形态
多年生草本，株高30cm－70cm。基生叶具长柄，五角形叶片，三全裂，中央裂片菱形，再三裂近中部，二回裂片有少数小裂片和锐齿。夏季开黄色花，花单生或2朵－3朵成聚伞花序，花瓣状萼片8枚－19枚，花瓣与萼片等长，狭条形。花期7月－8月。

## 分布
金莲花为稀有野生植物。在中国很多地方都有生长，但河北省承德市围场县坝上草原的金莲花色泽艳丽，花朵硕大，品相上乘。内蒙古产金莲花花朵偏小，安徽黄山的金莲花花朵色泽相对偏暗。
喜冷凉湿润环境，多生长在海拔1800米以上的高山草甸或疏林地带。

## 用途

### 藥用
金莲花的最早药用记载始于清赵学敏所著《本草纲目拾遗》，称其“治喉肿口疮、浮热牙宣、耳痛目疼”，“明目、解岚瘴”。

### 工業用途
工业上可以此提取黄酮类化合物作为抗氧化剂。

## 其他
在台灣俗稱的金蓮花，實際上是旱金莲。

## 外部連結
- 金蓮花1 （页面存档备份，存于）
- 金蓮花2 （页面存档备份，存于）
- 金蓮花, Jinlianhua （页面存档备份，存于） 藥用植物圖像數據庫 (香港浸會大學中醫藥學院) （繁體中文）（英文）